# Toshiko Kishida
Toshiko Kishida, (senare Toshiko Nakajima) född 14 januari 1863, död 25 maj 1901, var en av de första japanska feministerna. Hon skrev under pseudonymen Shōen.
Toshiko Kishida är känd som Japans första kvinnliga talare. Hon fick tidigt en tjänst hos kejsarinnan Haruko efter att hon hade utmärkt sig som student.  
År 1882 lämnade hon hovet för att genomföra en nationell föreläsningsturné, sponsrad av Jiyūtō, Japans liberala parti. Hennes föreläsningar drog stora folkmassor av framförallt kvinnor och turnén ledde till nationell berömmelse. I sina föreläsningar talade hon om vikten av att kvinnor skulle delta i skapandet av ett nytt japanskt samhälle.

## Privatliv
Toshiko Kishida föddes 1863 in i en familj av tyghandlare i Kyoto i Japan. År 1884 gifte hon sig med den politiske aktivisten Nobuyuki Nakajima.